# راشومون
راشومون (باليابانية: 羅生門) هو فيلم دراما ياباني صدر عام 1950، من إخراج أكيرا كوروساوا. راشومون هو الفيلم الثاني عشر للمخرج أكيرا كوروساوا، ويمكن اعتباره أول أعماله الكاملة، بعد أن قدم أفلام أخرى أقل قيمة على غرار الملاك السكران (1948) والكلب المسعور (1949). تم اختيار الفيلم للمشاركة في مهرجان البندقية السينمائي، وحاز على الجائزة الأولى. ثم انضاف تكريم ثان للفيلم عندما رشحته الأكاديمية السينمائية في أمريكا لأوسكار أفضل ديكور إخراجي لفيلم بالأسود والأبيض (1953). يعتبر النقاد أن فيلم راشومون كان السبب في جلب انتباه جمهور المشاهدين في الغرب إلى السينما اليابانية.
يُعرف الفيلم بأداة حبكة تتضمن شخصيات مختلفة تقدم نسخًا ذاتية وبديلة ومتناقضة لنفس الحادثة. كان فيلم راشومون أول فيلم ياباني يحظى باستقبال دولي كبير؛ فاز بجائزة الأسد الذهبي في مهرجان البندقية السينمائي في عام 1951، وحصل على جائزة الأوسكار الفخرية في حفل توزيع جوائز الأوسكار الرابع والعشرون في عام 1952، ويعتبر واحدًا من أفضل الأفلام اليابانية، وواحدًا من أفضل الأفلام التي تم إنتاجها على الإطلاق. تمت تسمية تأثير راشومون بهذا الاسم تيمنًا باسم الفيلم.

## القصة
تدور أحداث القصة في عام 750 م للميلاد وأثناء فترة هييآن، كانت اليابان قد دخلت في حروب أهلية، عمت الفوضى أنحاء البلاد وحلت معها المجاعات، مع تخلي الحكومة المركزية عن دورها في ضبط الأمن، انتشرت حالات السطو والحرابة. في أحد الأيام وفي داخل الغاب وفي مكان غير بعيد عن العاصمة كيوتو يعثر أحد الحطابين (ويقوم بدوره «تاكاشي شيموورا») على جثة الساموراي «كانازاوا تاكيهيكو» (موري ماياسوكي). بعدها بفترة يقبض أحد رجال الشرطة (دائيسكي كاتو) على قاطع الطريق المشهور «تاجومارو» (توشيرو ميفوني). يتم استدعاء الأشخاص الذين شهدوا الجريمة إلى المحكمة: الصعلوك والمتهم الرئيس، ماساغو (كِيو ماتشيكو) وهي زوجة الساموراي ورفيقه أثناء رحلته في الغابة، ثم الساحرة (هونما فوميكو) والقادرة على استدعاء أرواح الأموات.
يقوم طرف بقص رواية مختلفة عن الحادثة وبطريقته الخاصة، في النهاية تتجمع لدينا روايات مختلفة عن الحادثة. صاحبُنا الحطاب والذي كان شاهدا مباشرا على الجريمة، قدم أيضا شهادة يدعى أنها صادقة، وبعد خروجه من المحكمة، وبسبب تهاطل الوَبَلْ يلجأ إلى أحد المباني القديمة المهجورة، يصادف هناك أحد الرهبان البوذيين (مينورو تشي-أكي) وعابر سبيل (كيتشيجيرو أوئيدا)، يدور بينهم حديث حول الموضوع، يعترف لهم الحطاب بأنه أدلى بشهادة كاذبة أمام المحكمة، ويحكي لهم القصة الحقيقية.

## النقد

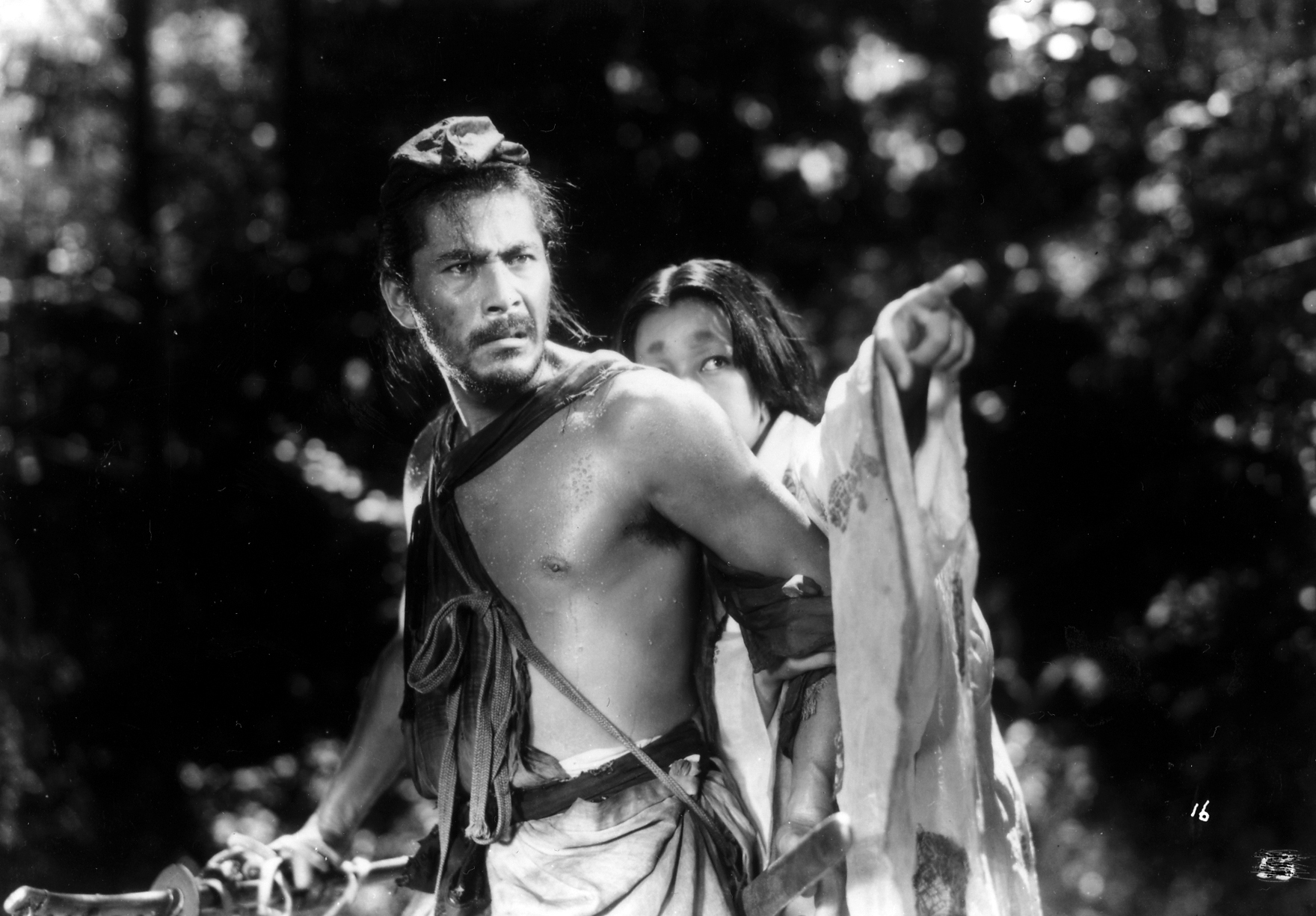

الفيلم مأخوذ عن روايتين للكاتب ريونوسكي أكوتاغاوا هما «في غابة» و«راشومون»، أهم ما ميزه هو كثرة عدد المشاهد (ضعف عددها في الأفلام الأخرى)، تنوع وتعقد حركات الكاميرا، ما أعطى الفيلم حيوية كبيرة. يقوم المخرج في هذا الفيلم بالتعامل مع أحَبِ الممثلين لديه، توشيرو ميفوني، ويكاد يطغى حضوره في مشاهد الفيلم على بقية الممثلين، يتمتع الصعلوك تاجومارو ببنية قوية، ويُظهِر حيوية تمتزج بالتوحش أحيانا. مع تتابع شهادات مختلف الأشخاص من الذين عايشوا الحدث، تتلاشى الحقيقة التي تركبت في ذهن المشاهد، ثم وفي النهاية لا يملك هذا الأخير إلا أن يقِر بالحقيقة التي يريد أن يؤكدها المخرج: عندما يكون الواقع مركبا ومعقدا جِدا، تصبح الحقيقة متعددة الوجوه!.

## انظروا أيضاً
- تأثير راشومون
- الساموراي السبعة
- إيكيرو

## روابط خارجية
- راشومون على موقع IMDb (الإنجليزية)
- راشومون على موقع ميتاكريتيك (الإنجليزية)
- راشومون على موقع الموسوعة البريطانية (الإنجليزية)
- راشومون على موقع روتن توميتوز (الإنجليزية)
- راشومون على موقع نتفليكس (الإنجليزية)
- راشومون على موقع ألو سيني (الفرنسية)
- راشومون على موقع Turner Classic Movies (الإنجليزية)
- راشومون على موقع أول موفي (الإنجليزية)
- راشومون على موقع بوكس أوفيس موجو (الإنجليزية)
- راشومون على موقع فيلمافينيتي (الإسبانية)